# Cross-country eliminator
Cross-country eliminator (XCE) is een mountainbike raceformaat waarin vier rijders in elke manche tegen elkaar strijden, vergelijkbaar met Four-cross. De mountainbike Eliminator sprint race (XCE) is daarvoor een unieke combinatie. Renners mountainbiken razendsnel over een kort en uitdagend parcours vol obstakels. Volgens een eliminatiesysteem wordt er in verschillende heats met vier renners gestreden om  dé 2 doorschuifplekken voor de volgende ronde te bemachtigen.
Het formaat verschilt van de klassieke cross-country race zowel in het sprintkarakter als in de scheiding van de race in heats.
Het korte circuit van 500 m - 1000 m zelf is vergelijkbaar met XC-tracks, bergop en bergaf vol met (on)natuurlijk hindernissen. De snelheid in de heats ligt hoog en de obstakels zijn spectaculair. Kortom, het is een spectaculaire discipline vol spannende gebeurtenissen. Hierbij een kort samenvattingsfilmpje over hoe het formaat werkt.

## Geschiedenis
De Cross country Eliminator race werd voor het eerst met succes geïntroduceerd in 2010 in Duitsland, en werd getest in twee UCI -evenementen: in Pickering (als onderdeel van de wereldbeker in Dalby Forest) (VK) en Nove Mesto na Morave (CZE ) in 2011. Het werd officieel geïntegreerd in het WK in 2012 met drie evenementen in Houffalize (BEL), Nove Mesto na Morave (CZE) en La Bresse (FRA).
De eerste Eliminator World Cup-race vond plaats op 13 april 2012 in Houffalize, België en werd gewonnen door Brian Lopes (VS) en Annie Last (VK).
Het eerste Wereldkampioenschap werd gehouden op 9 september 2012 in Saalfelden, Oostenrijk. Ralph Naef was de eerste wereldkampioen in 2012 in Saalfelden. In Pietermaritzburg was het in 2013 Paul Van Der Ploeg die wereldkampioen werd. De belg Fabrice Mels pakte in 2014 de wereldtitel in Lillehammer.
Sinds 2017 organiseert City Mountainbike de UCI MTB Eliminator Wereldbeker. De manches brengen 's werelds beste atleten samen met een internationaal touch. De Wereldbeker Eliminator wedstrijden hebben sinds 2017 een nieuwe dimensie genomen. De wedstrijden worden in meer stedelijke omgevingen gereden op een gesloten parcours. Dit parcours is ook bezaaid met natuurlijke of kunstmatige hindernissen. De Eliminator wedstrijden zijn zo meer naar de steden gekomen dichter bij het publiek. Zo kunnen zij de rijders bewonderen in de stadscentra en op pittoreske plaatsen.
De organisatoren zijn actief in 9 landen verspreid over 4 continenten. City Mountainbike organiseert deze ‘urban’ discipline waar het publiek zich bevindt; in het hartje van steden. Bovendien zijn de wedstrijden toegankelijk voor alle leeftijden, zowel kinderen, liefhebbers en professionele mountainbikers kunnen deelnemen. Ook dames zijn meer dan welkom!

## Wedstrijdkalender
2020
Kalender UCI MTB Eliminator Wereldbeker (dames & heren)
- 29 Augustus  Graz AFGELAST
- 20 september  Waregem
- 25 september  Villard-de-Lans
- 11 oktober  Valkenswaard
- 18 oktober  Winterberg
- 14 november  Barcelona
- 21 november Dubai TBC

2019
Kalender UCI MTB Eliminator Wereldbeker (dames & heren)
- 23 maart  Barcelona
- 31 mei  Villard-de-Lans
- 15 juni  Volterra
- 18 augustus  Valkenswaard
- 15 september  Winterberg
- 20 september  Graz

2018
Kalender UCI MTB Eliminator Wereldbeker (dames & heren)
- 3 juni  Columbus (GA)
- 16 juni  Volterra
- 28 juli  Graz
- 2 september  Apeldoorn
- 16 september  Winterberg
- 23 september  Antwerpen
- 24 november  Sao Paulo

2017
Algemeen klassement UCI MTB Eliminator Wereldbeker - heren
- Simon Gegenheimer - Team Rose Vaujany fueled by ultrasports
- Lorenzo Serres - Team Pivot – EC Anduze
- Alberto Mingorance - El Conchel FRM XC Team

Manchewinnaars heren
- 6 mei  Volterra:  Lorenzo Serres
- 4 juni  Columbus, GA:  Simon Rogier
- 25 juni  Waregem:  Simon Gegenheimer
- 27 augustus  Winterberg:  Torjus Bern Hansen
- 3 september  Apeldoorn:  Simon Gegenheimer
- 24 september  Antwerpen:  Hugo Briatta

Algemeen klassement UCI MTB Eliminator Wereldbeker - dames
- Lizzy Witlox
- Ingrid Boe Jacobsen
- Coline Clauzure

Manchewinnaars dames
- 25 juni  Waregem:  Lizzy Witlox
- 27 augustus  Winterberg:  Ingrid Boe Jacobsen
- 3 september  Apeldoorn:  Coline Clauzure
- 24 september  Antwerpen:  Lizzy Witlox